# FA Cup
FA Cup sau Cupa Angliei (engleză The Football Association Challenge Cup) este o competiție în sistem eliminatoriu din sistemul fotbalistic englez organizată și numită după Asociația de Fotbal din Anglia. Este cea mai veche competiție de fotbal din lume, debutând cu sezonul 1871–72.
La competiție pot lua parte toate echipele din primele zece eșaloane din sistemul fotbalistic englez, deși stadionul echipei gazde trebuie să îndeplinească câteva criterii pentru ca echipa să fie acceptată.  În luna mai are loc finala cupei, recunoscută ca un spectacol final al sezonului englez de fotbal. Echipa câștigătoare se califică automat în Europa League.
Arsenal este echipa care are cele mai multe cupe în palmares, 14, urmată de Manchester United cu 13, Chelsea, Tottenham Hotspur și Liverpool cu câte opt.  Unele echipe au câștigat trofeul în două sau mai multe sezoane la rând în opt ocazii, iar trei echipe, Wanderers, Blackburn Rovers și Tottenham Hotspur au câștigat mai multe finale la rând.

## Istorie
Prima campioană a fost Wanderers, o echipă formată din tineri din Londra, care a mai câștigat alte cinci ediții din șapte.  Primele echipe care au triumfat în competiție erau formate din amatori bogați din sudul Angliei.. În 1883 Blackburn Olympic devine prima echipă din nord care câștigă cupa, în fața celor de la Old Etonians.  Până la revenirea în Blackburn, căpitanul Albert Warburton a declarat: "Cupa este bine primită în Lancashire.  Va fi bine păzită și nu se va mai întoarce niciodată în Londra.”
Odată cu apariția primelor cluburi profesioniste de fotbal, cele de amatori și-au pierdut din importanță.  Primele cluburi profesioniste au format The Football League în 1888.  De atunci, o singură echipă care nu juca era membră a unei ligi profesioniste și a câștigat cupa. Tottenham Hotspur, care juca în Southern League, a învins-o pe Sheffield United din The Football League în finala din 1901.  Un an mai târziu Sheffield United a ajuns din nou în finală pe care a și câștigat-o. Cupa a rămas în vitrinele echipelor din nord, până în 1921, când Tottenham l-a cucerit pentru a doua oară. Echipa Cardiff City, care deși este din Țara Galilor joacă în Liga Engleză de Fotbal, este singura din afara Angliei care obținut cupa (cea din 1927).  Echipa scoțiană Queens Park a ajuns de două ori în finalele primelor ediții ale competiției.
Newcastle United s-a bucurat de o scurtă perioadă de dominare în anii '50, câștigând trofeul de trei ori în cinci ani,  iar în anii '60, Tottenham Hotspur a cucerit trei trofee din șapte. Aceasta a marcat începutul unei perioade de succes pentru cluburile londoneze, ieșind învingătoare în 11  finale din 22 .  Echipele din a doua ligă engleză, numită atunci Second Division, au deținut trofeul între anii 1973 și 1980, printre care Sunderland în 1973, Southampton în 1976, și West Ham United în 1980, ultima victorie într-o finală pentru cele din afara primei ligi.  De la triumful neașteptat al celor de la Wimbledon în 1988, așa numitul „Big Four”, din care fac parte Manchester United, Liverpool, Arsenal și Chelsea, și-au adjudecat trofeul de 18 ori din 21 posibile. În ultimele finale jucate pe Wembley, Chelsea are cele mai multe cupe câștigate, cinci.

## Finala
Până în 1999, egalul într-o finală ducea la rejucarea meciului; de atunci partida se decide în prelungiri și dacă scorul este tot egal la loviturile de la 11 m.  Cupa a fost decisă la penalty-uri în finalele din 2005, 2006 și 2022. Competiția nu s-a disputat în timpul Primului Război Mondial și Cel de-al Doilea Război Mondial în afară de sezonul 1914–15, care a fost finalizat, și sezonul 1939–40, care a fost abandonat în timpul calificărilor.

## Cupa
| Club Sportiv         | Finale | Trofee | Anii în care au câștigat                                                           |
| -------------------- | ------ | ------ | ---------------------------------------------------------------------------------- |
| Arsenal              | 21     | 14     | 1930, 1936, 1950, 1971, 1979, 1993, 1998, 2002, 2003, 2005, 2014, 2015, 2017, 2020 |
| Manchester United    | 21     | 13     | 1909, 1948, 1963, 1977, 1983, 1985, 1990, 1994, 1996, 1999, 2004, 2016, 2024       |
| Chelsea              | 16     | 8      | 1970, 1997, 2000, 2007, 2009, 2010, 2012, 2018                                     |
| Liverpool            | 15     | 8      | 1965, 1974, 1986, 1989, 1992, 2001, 2006, 2022                                     |
| Tottenham            | 9      | 8      | 1901, 1921, 1961, 1962, 1967, 1981, 1982, 1991                                     |
| Manchester City      | 13     | 7      | 1904, 1934, 1956, 1969, 2011, 2019, 2023                                           |
| Aston Villa          | 11     | 7      | 1887, 1895, 1897, 1905, 1913, 1920, 1957                                           |
| Newcastle            | 13     | 6      | 1910, 1924, 1932, 1951, 1952, 1955                                                 |
| Blackburn Rovers     | 8      | 6      | 1884, 1885, 1886, 1890, 1891, 1928                                                 |
| Everton              | 13     | 5      | 1906, 1933, 1966, 1984, 1995                                                       |
| West Bromwich        | 10     | 5      | 1888, 1892, 1931, 1954, 1968                                                       |
| Wanderers            | 5      | 5      | 1872, 1873, 1876, 1877 1878                                                        |
| Wolves               | 8      | 4      | 1893, 1908, 1949, 1960                                                             |
| Bolton               | 7      | 4      | 1923, 1926, 1929, 1958                                                             |
| Sheffield United     | 6      | 4      | 1899, 1902, 1915, 1925                                                             |
| Sheffield Wednesday  | 6      | 3      | 1896, 1907, 1935                                                                   |
| West Ham             | 5      | 3      | 1964, 1975, 1980                                                                   |
| Preston              | 7      | 2      | 1889, 1938                                                                         |
| Old Etonians         | 6      | 2      | 1879, 1882                                                                         |
| Portsmouth           | 5      | 2      | 1939, 2008                                                                         |
| Sunderland           | 4      | 2      | 1937, 1973                                                                         |
| Nottingham Forest    | 3      | 2      | 1898, 1959                                                                         |
| Bury                 | 2      | 2      | 1900, 1903                                                                         |
| Huddersfield         | 5      | 1      | 1922                                                                               |
| Leicester            | 5      | 1      | 2021                                                                               |
| Universitatea Oxford | 4      | 1      | 1874                                                                               |
| Royal Engineers      | 4      | 1      | 1875                                                                               |
| Derby                | 4      | 1      | 1946                                                                               |
| Leeds United         | 4      | 1      | 1972                                                                               |
| Southampton          | 4      | 1      | 1976                                                                               |
| Burnley              | 3      | 1      | 1914                                                                               |
| Cardiff              | 3      | 1      | 1927                                                                               |
| Blackpool            | 3      | 1      | 1953                                                                               |
| Crystal Palace       | 3      | 1      | 2025                                                                               |
| Notts County         | 2      | 1      | 1894                                                                               |
| Barnsley             | 2      | 1      | 1912                                                                               |
| Charlton             | 2      | 1      | 1947                                                                               |
| Old Carthusians      | 1      | 1      | 1881                                                                               |
| Bradford             | 1      | 1      | 1911                                                                               |
| Ipswich              | 1      | 1      | 1978                                                                               |
| Coventry             | 1      | 1      | 1987                                                                               |
| Wigan                | 1      | 1      | 2013                                                                               |

| Club Sportiv  | Finalistă | Anii în care au pierdut |
| ------------- | --------- | ----------------------- |
| Birmingham    | 2         | 1931, 1956              |
| Watford       | 2         | 1984, 2019              |
| Bristol City  | 1         | 1909                    |
| Luton         | 1         | 1959                    |
| Fulham        | 1         | 1975                    |
| QPR           | 1         | 1982                    |
| Brighton      | 1         | 1983                    |
| Middlesbrough | 1         | 1997                    |
| Millwall      | 1         | 2004                    |
| Stoke City    | 1         | 2011                    |
| Hull City     | 1         | 2014                    |

## Semifinale
| Club Sportiv         | Apariții | Sezoane |
| -------------------- | -------- | --- |
| Manchester United    | 32       | 1909, 1926, 1948, 1949, 1957, 1958, 1962, 1963, 1964, 1965, 1966, 1970, 1976, 1977, 1979, 1983, 1985, 1990, 1994, 1995, 1996, 1999, 2004, 2005, 2007, 2009, 2011, 2016, 2018, 2020, 2023, 2024 |
| Arsenal              | 31       | 1906, 1907, 1927, 1928, 1930, 1932, 1936, 1950, 1952, 1971, 1972, 1973, 1978, 1979, 1980, 1981, 1983, 1991, 1993, 1998, 1999, 2001, 2002, 2003, 2004, 2005, 2009, 2014, 2015, 2017, 2020       |
| Chelsea              | 27       | 1911, 1915, 1920, 1932, 1950, 1952, 1965, 1966, 1967, 1970, 1994, 1996, 1997, 2000, 2002, 2006, 2007, 2009, 2010, 2012, 2013, 2017, 2018, 2020, 2021, 2022, 2024                               |
| Everton              | 26       | 1893, 1897, 1898, 1905, 1906, 1907, 1910, 1915, 1931, 1933, 1950, 1953, 1966, 1968, 1969, 1971, 1977, 1980, 1984, 1985, 1986, 1989, 1995, 2009, 2012, 2016                                     |
| Liverpool            | 25       | 1897, 1899, 1906, 1914, 1947, 1950, 1963, 1965, 1971, 1974, 1977, 1979, 1980, 1985, 1986, 1988, 1989, 1990, 1992, 1996, 2001, 2006, 2012, 2015, 2022                                           |
| Aston Villa          | 22       | 1887, 1892, 1895, 1897, 1901, 1903, 1905, 1913, 1914, 1920, 1924, 1929, 1934, 1938, 1957, 1959, 1960, 1996, 2000, 2010, 2015, 2025                                                             |
| Tottenham            | 22       | 1901, 1921, 1922, 1948, 1953, 1956, 1961, 1962, 1967, 1981, 1982, 1987, 1991, 1993, 1995, 1999, 2001, 2010, 2012, 2017, 2018                                                                   |
| West Bromwich        | 20       | 1886, 1887, 1888, 1889, 1891, 1892, 1895, 1901, 1907, 1912, 1931, 1935, 1937, 1954, 1957, 1968, 1969, 1978, 1982, 2008                                                                         |
| Manchester City      | 20       | 1904, 1924, 1926, 1932, 1933, 1934, 1955, 1956, 1969, 1981, 2011, 2013, 2017, 2019, 2020, 2021, 2022, 2023, 2024, 2025                                                                         |
| Blackburn Rovers     | 18       | 1882, 1884, 1885, 1886, 1889, 1890, 1891, 1893, 1894, 1911, 1912, 1925, 1928, 1952, 1958, 1960, 2005, 2007                                                                                     |
| Newcastle            | 17       | 1905, 1906, 1908, 1909, 1910, 1911, 1924, 1932, 1947, 1951, 1952, 1955, 1974, 1998, 1999, 2000, 2005                                                                                           |
| Sheffield Wednesday  | 16       | 1882, 1890, 1894, 1895, 1896, 1904, 1905, 1907, 1930, 1935, 1954, 1960, 1966, 1983, 1986, 1993                                                                                                 |
| Wolves               | 15       | 1889, 1890, 1893, 1896, 1908, 1921, 1939, 1949, 1951, 1960, 1973, 1979, 1981, 1998, 2019 |
| Sheffield United     | 15       | 1899, 1901, 1902, 1914, 1915, 1923, 1925, 1928, 1936, 1961, 1993, 1998, 2003, 2014, 2023 |
| Bolton               | 14       | 1890, 1894, 1896, 1904, 1915, 1923, 1926, 1929, 1935, 1946, 1953, 1958, 2000, 2011 |
| Derby                | 13       | 1896, 1897, 1898, 1899, 1902, 1903, 1904, 1909, 1923, 1933, 1946, 1948, 1976 |
| Southampton          | 13       | 1898, 1900, 1902, 1908, 1925, 1927, 1963, 1976, 1984, 1986, 2003, 2018, 2021 |
| Nottingham Forest    | 13       | 1879, 1880, 1885, 1892, 1898, 1900, 1902, 1959, 1967, 1988, 1989, 1991, 2025 |
| Sunderland           | 12       | 1891, 1892, 1895, 1913, 1931, 1937, 1938, 1955, 1956, 1973, 1992, 2004 |
| Preston              | 10       | 1887, 1888, 1889, 1893, 1921, 1922, 1937, 1938, 1954, 1964 |
| Birmingham           | 9        | 1886, 1931, 1946, 1951, 1956, 1957, 1968, 1972, 1975 |
| Burnley              | 8        | 1913, 1914, 1924, 1935, 1947, 1961, 1962, 1974 |
| Leicester            | 8        | 1934, 1949, 1961, 1963, 1969, 1974, 1982, 2021 |
| Leeds United         | 8        | 1965, 1967, 1968, 1970, 1972, 1973, 1977, 1987 |
| Huddersfield         | 7        | 1920, 1922, 1928, 1929, 1930, 1938, 1939 |
| West Ham             | 7        | 1923, 1933, 1964, 1975, 1980, 1991, 2006 |
| Portsmouth           | 7        | 1929, 1934, 1939, 1949, 1992, 2008, 2010 |
| Watford              | 7        | 1970, 1984, 1987, 2003, 2007, 2016, 2019 |
| Universitatea Oxford | 6        | 1873, 1874, 1875, 1876, 1877, 1880 |
| Old Etonians         | 6        | 1875, 1876, 1879, 1881, 1882, 1883 |
| Fulham               | 6        | 1908, 1936, 1958, 1962, 1975, 2002 |
| Crystal Palace       | 6        | 1976, 1990, 1995, 2016, 2022, 2025 |
| Notts County         | 5        | 1883, 1884, 1891, 1894, 1922 |
| Millwall             | 5        | 1900, 1903, 1937, 2004, 2013 |
| Royal Engineers      | 4        | 1872, 1874, 1875, 1878 |
| Wanderers            | 4        | 1872, 1876, 1877, 1878 |
| Stoke City           | 4        | 1899, 1971, 1972, 2011 |
| Cardiff              | 4        | 1921, 1925, 1927, 2008 |
| Luton                | 4        | 1959, 1985, 1988, 1994 |
| Old Carthusians      | 3        | 1881, 1883, 1885 |
| Barnsley             | 3        | 1910, 1912, 2008 |
| Oldham               | 3        | 1913, 1990, 1994 |
| Blackpool            | 3        | 1948, 1951, 1953 |
| Norwich              | 3        | 1959, 1989, 1992 |
| Ipswich              | 3        | 1975, 1978, 1981 |
| Middlesbrough        | 3        | 1997, 2002, 2006 |
| Brighton             | 3        | 1983, 2019, 2023 |
| Bury                 | 2        | 1900, 1903 |
| Bristol City         | 2        | 1909, 1920 |
| Swindon Town         | 2        | 1910, 1912 |
| Swansea              | 2        | 1926, 1964 |
| Reading              | 2        | 1927, 2015 |
| Hull City            | 2        | 1930, 2014 |
| Grimsby Town         | 2        | 1936, 1939 |
| Charlton             | 2        | 1946, 1947 |
| Wigan                | 2        | 2013, 2014 |
| Coventry             | 2        | 1987, 2024 |
| Cambridge            | 1        | 1877 |
| Marlow FC            | 1        | 1882 |
| Crewe                | 1        | 1888 |
| Bradford             | 1        | 1911 |
| Port Vale            | 1        | 1954 |
| York City            | 1        | 1955 |
| Leyton Orient        | 1        | 1978 |
| QPR                  | 1        | 1982 |
| Plymouth             | 1        | 1984 |
| Chesterfield         | 1        | 1997 |
| Wycombe              | 1        | 2001 |

### Consecutiv
- Echipele care au jucat consecutiv patru sau mai multe semifinale.

| Club Sportiv         | Consecutiv                               | Total |
| -------------------- | ---------------------------------------- | ----- |
| Manchester City      | 2019, 2020, 2021, 2022, 2023, 2024, 2025 | 7     |
| Universitatea Oxford | 1873, 1874, 1875, 1876, 1877             | 5     |
| Manchester United    | 1962, 1963, 1964, 1965, 1966             | 5     |
| Arsenal              | 2001, 2002, 2003, 2004, 2005             | 5     |
| West Bromwich        | 1886, 1887, 1888, 1889                   | 4     |
| Derby                | 1896, 1897, 1898, 1899                   | 4     |
| Newcastle            | 1908, 1909, 1910, 1911                   | 4     |

### Alte cluburi
- Echipele care au jucat, o semifinală în Cupa Angliei, dar care s-au desființat sau din alte motive, astăzi ele nu mai există în fotbalul englez.

| Club Sportiv                                      | Apariții                                          | Sezoane                                           | Motiv / An                                        | Club Sportiv        | Apariții | Sezoane | Motiv / An                     |
| ------------------------------------------------- | ------------------------------------------------- | ------------------------------------------------- | ------------------------------------------------- | ------------------- | -------- | ------- | ------------------------------ |
| Queen's Park FC                                   | 4                                                 | 1872, 1873, 1884, 1885                            | Acum parte din Scoția                             | Crystal Palace 1861 | 1        | 1872    | S-a desființat în 1876         |
| Swifts FC                                         | 3                                                 | 1874, 1876, 1886                                  | A fuzionat în 1890                                | Shropshire          | 1        | 1875    | Fără date                      |
| Clapham Rovers                                    | 3                                                 | 1874, 1879, 1880                                  | Fără date                                         | Harrow Chequers     | 1        | 1878    | S-a desființat în 1891         |
| Blackburn Olympic                                 | 2                                                 | 1883, 1884                                        | S-a desființat în 1889                            | Darwen FC           | 1        | 1881    | A fost lichidat la 14 Mai 2009 |
| Wimbledon                                         | 2                                                 | 1988, 1997                                        | În 2004 a devenit Milton Keynes Dons              | Rangers             | 1        | 1887    | Acum parte din Scoția          |
| Cu galben = Echipa a câștigat cupa în acel sezon. | Cu galben = Echipa a câștigat cupa în acel sezon. | Cu galben = Echipa a câștigat cupa în acel sezon. | Cu galben = Echipa a câștigat cupa în acel sezon. | Derby Junction      | 1        | 1888    | S-a desființat în 1895         |